# Henri Padou
Henri Gérard Marcel Padou (Tourcoing, 21 agosto 1928 – Marcq-en-Barœul, 16 novembre 1999) è stato un nuotatore francese.

## Biografia
Figlio di Henri Antoine Padou, vinse una medaglia di bronzo nella disciplina 4 × 200 m stile libero ai Giochi della XIV Olimpiade vinse in compagnia di René Cornu, Alex Jany e Joseph Bernardo,  meglio di loro le nazionali ungherese e statunitense a cui andò l'oro.